# کارتکیسیاک
کارتکیسیاک (به لاتین: Kartkisyak) یک منطقهٔ مسکونی در روسیه است که در باشقیرستان واقع شده‌است.